# A Amiga Genial
A Amiga Genial (em italiano:  L'amica geniale) é o primeiro volume de uma série de romances em quatro partes conhecidos coletivamente como Romances Napolitanos, escritos pela autora italiana Elena Ferrante. Ele é sucedido por História do Novo Sobrenome, História de Quem Foge e de Quem Fica e História da Menina Perdida.

## Trama
O romance começa em 2010, quando a narradora, Elena Greco (Lenù), recebe um telefonema do filho de uma velha amiga, dizendo que sua mãe desapareceu, sem deixar rastros de si na casa. Elena reconhece esse comportamento como algo que sua amiga Raffaela Cerulo (que ela chama de Lila) sempre ameaçou fazer e acredita que seu desaparecimento foi uma decisão consciente. No espírito de seu relacionamento amoroso, mas ambivalente, Elena quebra a promessa que havia feito de não escrever sobre a amiga e começa a colocar no papel tudo o que consegue lembrar sobre Lila, começando na Nápoles dos anos 1950.
Elena e Lila crescem em um bairro pobre cheio de violência e conflitos. Poucas crianças recebem uma educação além do ensino fundamental. Elena é diligente e chama a atenção da mestra Oliviero, uma de suas professoras primárias, que a incentiva a fugir da vida do bairro pobre. Para surpresa de todos, a rebelde Lila acaba se revelando uma prodígio que aprendeu a ler e escrever sozinha. Ela rapidamente tira as notas mais altas da classe, aparentemente sem esforço. Elena fica fascinada e intimidada por Lila, especialmente depois que Lila escreve uma história que Elena sente que mostra um verdadeiro gênio. Ela começa a se esforçar para acompanhar Lila. Uma vez, quando Lila joga a boneca de Elena no porão de um contrabandista local, Elena, apesar do medo, faz o mesmo com a boneca de Lila, como prova de que ela pode ser tão ousada quanto sua amiga. Quando Lila destemidamente vai até o contrabandista para pedir a devolução das bonecas, Elena vai com ela, e embora elas não consigam recuperá-las, ele lhes dá dinheiro, que elas usam para comprar um livro.
Os caminhos das duas meninas divergem quando os pais de Lila se recusam a pagar pelos estudos após o ensino fundamental. Após ser pressionado pela professora preocupada, o pai de Elena concorda em pagar para que Elena continue estudando. Lila insiste em ir também para o ensino médio, o que enfurece tanto o pai que ele a joga por uma janela de vidro um andar acima do pátio, quebrando seu braço. Lila incentiva Elena a faltar à escola e ir para o mar, mudando de ideia e correndo para casa logo depois. Elena entende que esta foi uma tentativa ambivalente de fazer com que os pais de Elena retirassem seu apoio à educação dela. Elena perdoa Lila, sabendo o quanto é difícil para Lila ficar para trás enquanto ela segue em frente com os estudos. Elena frequenta o ginásio e, eventualmente, o ensino médio.

Com Elena estudando, Lila se ocupa da sapataria do pai. Para irritação dele, ela sonha em criar novos tipos de sapatos para torná-los ricos. Ela também se torna muito bonita, atraindo a maioria dos jovens do bairro, incluindo Marcello Solara, filho da agiota local e envolvido com a Camorra. Apesar de ser pressionada pela família a se casar com Marcello, Lila resiste por considerar os Solara fundamentalmente maus. Para escapar de Marcello, ela aceita Stefano Carracci, filho do agiota e dono da mercearia local, quando ele a pede em casamento. Stefano parece apreciar a originalidade de Lila, comprando um par de sapatos que ela fez com seu desenho original e, assim, convencendo o pai dela de que suas ideias tem valor. Lila e Stefano se casam quando ela tem dezesseis anos, dando uma grande festa para a qual convidam toda a vizinhança. A festa é o clímax do romance. Lá Lenù reflete sobre a maneira como o professor Olivero costumava falar sobre as pessoas do bairro como "plebeus":
Naquele momento eu sabia o que era a plebe, com muito mais clareza do que quando, anos antes, ela me perguntara. A plebe éramos nós. A plebe era aquela briga pela comida e pelo vinho, aquela briga sobre quem deveria ser servido primeiro e melhor, aquele chão sujo em que os garçons batiam de um lado para o outro, aqueles brindes cada vez mais vulgares. A plebe era minha mãe, que havia bebido vinho e agora estava encostada no ombro de meu pai, enquanto ele, sério, ria, de boca aberta, das alusões sexuais do negociante de metais. Todos riam, até mesmo Lila, com a expressão de quem tem um papel e vai interpretá-lo ao máximo.
A novela termina com a chegada de Marcello Solara, que foi convidado contra a vontade de Lila, e chega com os sapatos que ela havia feito e que Stefano comprou. Este momento crucial mostra a Lila e Lenù que Stefano não era diferente de Marcello.

## Personagens principais
- Elena Greco (também conhecida como Lenù ou Lenuccia), a narradora e personagem principal do romance. Ela é a filha primogênita da família Greco e tem três irmãos pequenos. O romance a acompanha desde os seis anos, quando entra na escola e conhece Lila, até os 16.
- Raffaella Cerullo (conhecida por todos como Lina, e por Lenu como Lila), a melhor amiga de Lenu, cujo desaparecimento a leva a escrever o romance. Lila é considerada pela maioria muito inteligente, mas não pode continuar com uma educação formal após o ensino fundamental. Ela também é conhecida como uma criança rebelde e selvagem. A novela termina com seu casamento, aos 16 anos, com Stefano Carraci.
- Stefano Carracci, filho de Don Achille e Maria Carraci, irmão de Pinuccia e Alfonso. Casa-se com Lila no final da novela, quando é revelado que ele tinha um acordo com Marcello Solara, o homem de quem ela acreditava estar fugindo.
- Don Achille, pai de Stefano, Pinuccia e Alfonso. Um contrabandista temido por toda a vizinhança, que as crianças relacionam com um ogro de contos infantis. Ele é assassinado quando eles são crianças.
- Pasquale e Carmela Peluso. Amigos de Lila e Lenu. Pasquale se envolve com o Partido Comunista Italiano.
- Melina, conhecida por todos como a viúva louca, teve um colapso mental após ser abandonada por seu amante Donato Sarratore. Mãe de Antonio e Ada.
- Antonio Cappuccio, amigo de Lenu e Lila. Namora Lenù durante a adolescência.
- Giovanni "Nino" Sarratore, filho de Donato Sarratore, deixa o bairro quando eles são pequenos. Lenù está secretamente apaixonada por ele.
- Os irmãos Solara, Marcello e Michele, filhos da agiota local, insinuados de ter ligações com a Camorra.
- Maestra Oliviero ensina Lila e Lenù no ensino fundamental e pressiona a família Greco a enviar Lenu para o ensino fundamental e depois para o ensino médio.

## Recepção
Em 2019, o The Guardian classificou My Brilliant Friend como o 11º melhor livro desde 2000. A série geral também foi listada no Vulture como um dos 12 "Novos Clássicos" desde 2000.

## Adaptação
Em 2017, foi anunciado que HBO, RAI e TIMvision estavam adaptando a série de livros para uma minissérie. O programa se chama My Brilliant Friend, em homenagem ao primeiro romance ( italiano : L'amica geniale ) e adapta cada livro em uma temporada de oito episódios. O programa é uma série de televisão dramática para a maioridade em italiano e napolitano criada por Saverio Costanzo, estrelando na primeira temporada Elisa Del Genio (temporada 1, temporada convidada 2) e Margherita Mazzucco (temporadas 1–3) como Elena "Lenù" Greco e Ludovica Nasti (temporada 1, temporada convidada 2) e Gaia Girace (temporadas 1–3) como Raffaella "Lila" Cerullo.